# Panthera F9
Pour les articles homonymes, voir Penthera (homonymie).
Le Panthera est un véhicule blindé de transport de troupes émirien à roues, entré en service en 2017.

## Équipement
Il est fabriqué au Émirats arabes unis par Minerva (SPV) et en Turquie.

## Pays utilisateurs
• {{Cameroun}}
- Égypte
- Kenya
- Libye
- Turquie
- Ukraine[2]. Cameroun